# 森伯里 (北卡羅萊納州)
森伯里（英語：Sunbury）是位於美國北卡羅萊納州蓋茨縣的普查規定居民點。

## 人口
根據2020年美國人口普查的數據，森伯里的面積為6.35平方千米，皆為陸地。當地共有人口276人，而人口密度為每平方千米43.46人。